# العلاقات الألمانية الأمريكية
العلاقات الألمانية الأمريكية هي العلاقات الثنائية التي تجمع بين ألمانيا والولايات المتحدة. العلاقات الألمانية الأمريكية هي العلاقات التاريخية التي تجمع ألمانيا بالولايات المتحدة على المستوى الرسمي، ما يعني العلاقات الدبلوماسية والتحالفات والحرب. يشمل هذا الموضوع أيضًا العلاقات الاقتصادية مثل التجارة والاستثمارات الخارجية، والجانب الديمغرافي وحركات الهجرة، إضافة إلى التبادل الثقافي والفكري منذ ثمانينيات القرن السابع عشر.

## لمحة عامة
قبل عام 1900، كانت العوامل الأساسية في العلاقات الألمانية الأمريكية هي حركات هجرة ضخمة من ألمانيا إلى الولايات الأمريكية (خصوصًا بنسلفانيا ومنطقة الغرب الأوسط الأمريكي ووسط ولاية تكساس) خلال القرنين الثامن عشر والتاسع عشر.
حدثت إضافة إلى ذلك حركة هامة للأفكار الفلسفية التي أثرت على الفكر الأمريكي. أبهرت إنجازات الألمان في التعليم العام والتعليم العالي المدرسين الأمريكيين بشكل كبير؛ إذ كان النظام التدريسي الأمريكي مصممًا وفق نظام بروسيا التدريسي. درس آلاف طلاب الدراسات العليا الأمريكيون، مثل العلماء والمؤرخين على وجه الخصوص، في الجامعات الألمانية المتميزة. كان هناك حركة قليلة في الاتجاه المعاكس: انتقل عدد قليل من الأمريكيين بشكل دائم إلى ألمانيا، ودرس عدد قليل من المفكرين الألمان في أمريكا أو انتقلوا إلى الولايات المتحدة قبل عام 1933. لم يكن للعلاقات الاقتصادية أهمية تُذكر قبل عام 1920. كانت العلاقات الدبلوماسية ودية، لكنها لم تملك أي أهمية تُذكر قبل سبعينيات القرن التاسع عشر.
بعد توحيد ألمانيا عام 1871، أصبحت ألمانيا قوة عالمية هامة. بنت الدولتان قوتين بحريتين ضخمتين وبدأتا مرحلة التوسع الاستعماري حول العالم. أدى ذلك إلى نزاعات على نطاق محدود حول جزر ساموا عُرف باسم حرب ساموا الأهلية الثانية. حدثت أزمة عام 1898، عندما تنافست ألمانيا والولايات المتحدة على هذه الجزر، ووصل الطرفان إلى حل من خلال مؤتمر ثلاثي الأطراف عام 1899 حي اتفقت الدولتان على تقسيم ساموا بينهما لإنهاء النزاع.
بعد عام 1898، انخرطت الولايات المتحدة بشكل أكبر في العلاقات الدبلوماسية الدولية، أدى ذلك إلى الخلاف حول بعض النقاط مع ألمانيا على الرغم من أن نقاط الاتفاق كانت أكثر منها. خلال أوائل القرن العشرين، أدى صعود البحرية الألمانية كقوة عالمية ودورها الفعال في أمريكا اللاتينية والكاريبي إلى عرقلة المخططات العسكرية الأمريكية. وصلت العلاقات إلى حد التوتر في بعض الأحيان مثل أزمة فنزويلا بين عامي 1902 و1903، لكن هذه الحوادث وصلت إلى نهايات سلمية بمجملها.
حاولت الولايات المتحدة البقاء على الحياد في الحرب العالمية الأولى، لكن التجارة والدعم المالي الذي قدمته إلى الحلفاء المتحكمين بطرق المحيط الأطلسي كان أكثر بكثير مما كان مع دول المركز. عملت ألمانيا على تقويض المصالح الأمريكية في المكسيك. في عام 1917، ساهمت برقية زيمرمان التي قدمت الولايات المتحدة من خلالها عرضًا للمكسيك بتوقيع تحالف عسكري ضد الولايات المتحدة في قرار أمريكا بالدخول في الحرب. أدت هجمات الغواصات الأمريكية على السفن البريطانية -خصوصًا إغراق سفينة الركاب البريطانية لوسيتينيا دون السماح لركابها المدنيين بالوصول إلى قوارب النجاة- إلى غضب الرأي العام الأمريكي. وافقت ألمانيا على المطالب الأمريكية بإيقاف هذه الهجمات لكنها غيرت موقفها أوائل عام 1917 من أجل الفوز في الحرب بسرعة إذ اعتقدت خاطئة أن الجيش الأمريكي لم يملك الإمكانيات الكافية للعب دور حاسم في الحرب.
اعترض الشعب الأمريكي على معاهدة فرساي التأديبية عام 1919، ووقعت البلدان اتفاقية سلام منفصلة عام 1921. في عشرينيات القرن العشرين، قدم الدبلوماسيون وأصحاب البنوك الأمريكيون مساعدات ضخمة لإعادة إعمار الاقتصاد الألماني. عندما وصل هتلر والنازيون إلى السلطة عام 1933، كان الرأي العام الأمريكي سلبيًا بمجمله. اتخذت العلاقات بين البلدين منحى عدوانيًا بعد عام 1938.
طلب عدد كبير من المثقفين والعلماء والفنانين اللجوء إلى الولايات المتحدة هربًا من النازيين، لكن سياسة الهجرة الأمريكية حددت عدد اللاجئين اليهود بشكل صارم. قدمت الولايات المتحدة مساعدات عسكرية ومالية هامة إلى بريطانيا وفرنسا. أعلنت ألمانيا الحرب على الولايات المتحدة في ديسمبر من عام 1941، بعد ذلك وضعت الولايات المتحدة هزيمة ألمانيا النازية على قمة أولوياتها. لعبت الولايات المتحدة دورًا هامًا في احتلال ألمانيا وإعادة بنائها بعد عام 1945. قدمت الولايات المتحدة مليارات الدولارات مساعدات عبر خطة مارشال لإعادة بناء اقتصاد ألمانيا الغربية. أصبحت العلاقة بين البلدين إيجابية بشكل كبير، وذلك من خلال الأفكار الديمقراطية المثالية ومعاداة الشيوعية والمستويات العالية من التبادل التجاري.
في يومنا هذا، تعتبر الولايات المتحدة من أقرب حلفاء ألمانيا وشركائها خارج الاتحاد الأوروبي. يرى شعب كل من البلدين البلد الآخر حليفًا يُعتمد عليه مع الخلاف على بعض النقاط السياسية الهامة. يرغب الأمريكيون من الألمان لعب دور عسكري أكثر فعالية، لكن الألمان يرفضون هذا الأمر بشكل صارم.

## التاريخ

### ألمانيا النازية

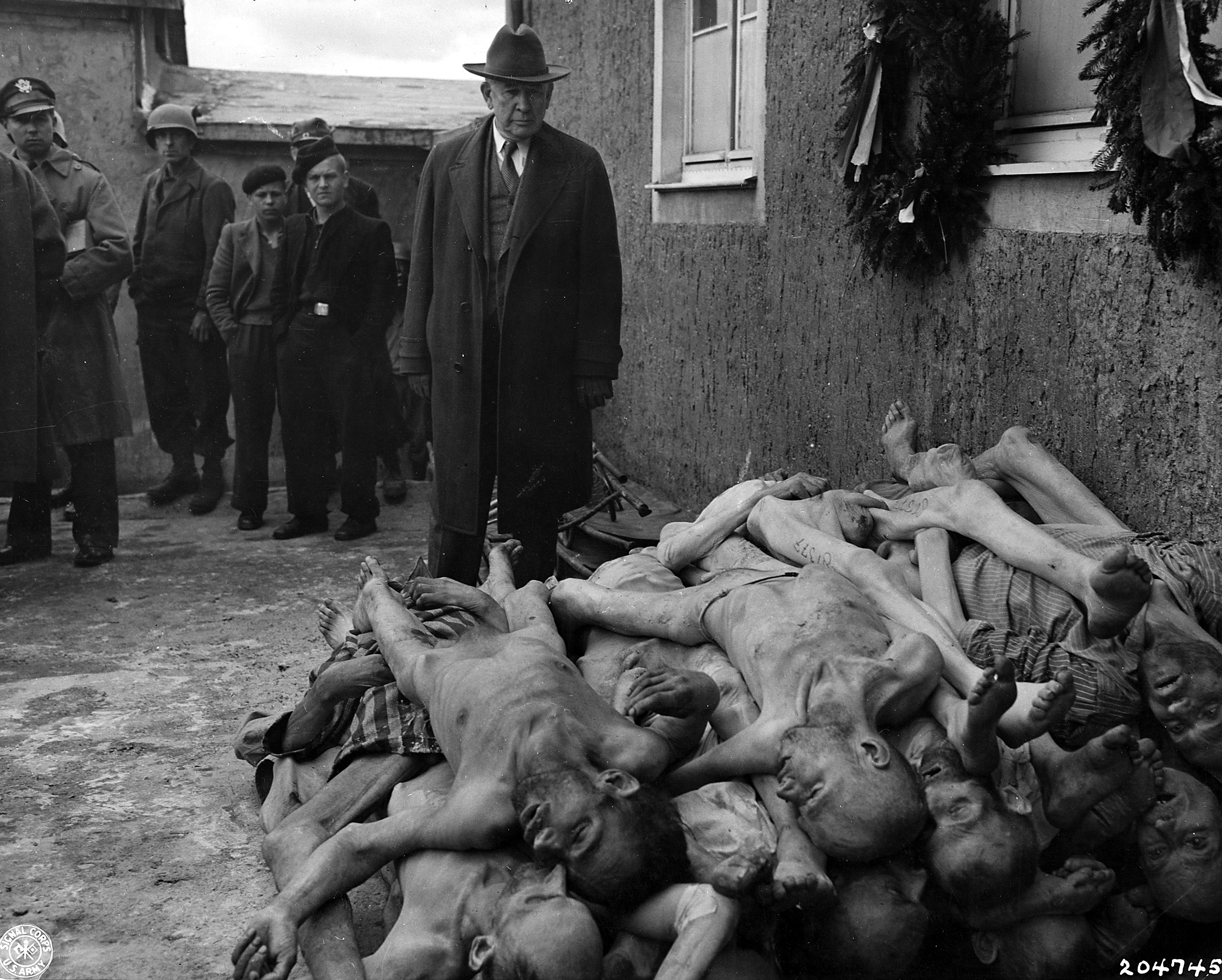
عضو مجلس الشيوخ الأمريكي ألبين باركلي خلال تحققه من جثث سجناء قتلوا على يد قوات النظام النازي في معسكر اعتقال بوخنفالد في شهر أبريل من عام 1945.

لدى بداية الحرب العالمية الثانية في سبتمبر من عام 1939، كانت الولايات المتحدة حيادية بشكل رسمي حتى الحادي عشر من ديسمبر عام 1941 حين أعلنت ألمانيا الحرب عليها. أظهرت السياسات الخارجية للرئيس الأمريكي روزفلت تفضيله الواضح لبريطانيا وفرنسا على ألمانيا بين عامي 1939 و1941. لعبت الولايات المتحدة دورًا محوريًا في هزيمة قوى المحور، لذلك وصلت العلاقات بين برلين وواشنطن إلى أسوأ حالاتها. استغلت ألمانيا مشاركة أمريكا بصفتها دولة قيادية بين الحلفاء واستخدمتها في حملات البروباغندا، وقد يكون الملصق الترويجي سيئ السمعة المسمى «المحررون» من عام 1944 أهم الأمثلة على ذلك. على النقيض من ذلك، كان روزفلت -منذ مارس من عام 1941- واعيًا بوضوح لآراء هتلر حيال الولايات المتحدة، لكن روزفلت كان يحتاج إلى موازنة القضايا المتعلقة بتحضير الولايات المتحدة إلى مشاركتها المتوقعة في صراع عسكري عالمي، والرغبة القوية المستمرة للكثير من الأمريكيين بتجنب الحرب بأي ثمن حتى انتهاء عواقب الهجوم الياباني على بيرل هاربر وتسوية تلك المشكلة.
في الملصق الإعلامي سابق الذكر، تُصور الولايات المتحدة كآلة حرب متوحشة عديمة الرحمة تسعى للقضاء على الحضارة الأوروبية. أشار الملصق إلى العديد من الجوانب السلبية في التاريخ الأمريكي، من بينها مجموعة كو كلوكس كلان المتطرفة وقمع السكان الأمريكيين الأصليين والإعدامات الجماعية للسود. أدان الملصق الرأسمالية الأمريكية والسيطرة المفترضة لليهودية على الولايات المتحدة، وأظهر القنابل الأمريكية تدمّر قرية أوروبية بريئة.
لكن الولايات المتحدة أطلقت عدة حملات دعائية ردًا على ألمانيا النازية، أظهرت البروباغاندا الأمريكية ألمانيا النازية بلدًا عدوانيًا مروجًا للحرب ذا أخلاق دنيئة ومخططات لغسل الأدمغة.

### الحرب الباردة
بعد سقوط نظام الرايخ الثالث، كانت القوات الأمريكية جزءًا من قوى احتلال ألمانيا ما يعد الحرب. بشكل موازٍ لعملية اجتثاث النازية و«نزع السلاح الصناعي»، نمت مشاعر الصداقة بين المواطنين الأمريكيين والألمان. أدى كل من جسر برلين الجوي (1948 – 1949) وخطة مارشال (1948 – 1852) إلى تحسين وجهة نظر الألمان حيال الأمريكيين.

## مقارنة بين البلدين
هذه مقارنة عامة ومرجعية للدولتين:
| وجه المقارنة                                              | ألمانيا                                                                              | الولايات المتحدة                                                                                                  |
| --------------------------------------------------------- | ------------------------------------------------------------------------------------ | --- |
| المساحة (كم2)                                             | 357.41 ألف                                                                           | 9.83 مليون |
| عدد السكان (نسمة)                                         | 81.29 مليون                                                                          | 311.58 مليون |
| الكثافة السكانية (ن./كم²)                                 | 227.44                                                                               | 31.7 |
| العاصمة                                                   | بون، برلين                                                                           | واشنطن العاصمة |
| اللغة الرسمية                                             | اللغة الألمانية                                                                      | لغة إنجليزية |
| العملة                                                    | يورو، مارك ألماني                                                                    | دولار أمريكي |
| الناتج المحلي الإجمالي (بليون دولار)                      | 3.68 تريليون                                                                         | 19.39 تريليون |
| الناتج المحلي الإجمالي (تعادل القوة الشرائية) بليون دولار | 3.92 تريليون                                                                         | 18.04 تريليون |
| الناتج المحلي الإجمالي الاسمي للفرد دولار أمريكي          | 41.31 ألف                                                                            | 56.12 ألف |
| الناتج المحلي الإجمالي للفرد دولار أمريكي                 | 46.40 ألف                                                                            | 54.63 ألف |
| مؤشر التنمية البشرية                                      | 0.926                                                                                | 0.920 |
| رمز المكالمات الدولي                                      | +49                                                                                  | +1 |
| رمز الإنترنت                                              | .de                                                                                  | .us، حكومة، .mil، Edu.                                                                                            |
| المنطقة الزمنية                                           | توقيت وسط أوروبا، ت ع م+01:00، ت ع م+02:00، توقيت أوروبا الوسطى المعياري (ت غ م +1) ‏ | توقيت ساموا الأمريكية، توقيت أطلنطي موحد، منطقة زمنية وسطى، توقيت ألاسكا ‏، المنطقة الزمنية الجبلية، توقيت تشامرو ‏ |

## مدن متوأمة
في ما يلي قائمة باتفاقيات التوأمة بين مدن ألمانية وأمريكية:
- ترتبط شلسفيغ هولشتاين مع ماريلند باتفاقية توأمة منذ 1986.[27][27][27][27]
- ترتبط تروسينغن مع بيفيرتون باتفاقية توأمة.
- ترتبط برلين مع لوس أنجلوس باتفاقية توأمة منذ 13 أبريل 1994.[28][28][29][29]
- ترتبط لاينفلدن-إشتردينغن مع يورك باتفاقية توأمة.
- ترتبط اونترهآخينغ مع أوكوود باتفاقية توأمة.
- ترتبط آبلدا مع رابيد سيتي باتفاقية توأمة.
- ترتبط نوي-أولم مع نيو أولم باتفاقية توأمة.
- ترتبط نيتناو مع ليك زوريخ باتفاقية توأمة.
- ترتبط مندن مع ليز ساميت باتفاقية توأمة.
- ترتبط زيلينغنشتات مع بروكفيلد باتفاقية توأمة.
- ترتبط درسدن مع كولومبوس باتفاقية توأمة منذ 1967.
- ترتبط نينبورغ مع لاس كروسيس باتفاقية توأمة.
- ترتبط هيبنهايم مع ويست بيند باتفاقية توأمة.
- ترتبط ميمينجين مع غلانديل باتفاقية توأمة منذ 1990.[30][31][32][33]
- ترتبط بوتسدام مع سو فولز باتفاقية توأمة منذ 1973.
- ترتبط شفايبيش غموند مع بيت لحم باتفاقية توأمة منذ 18 مارس 2001.[34][35][36][37]
- ترتبط راينسبرغ مع هوبر هايتس باتفاقية توأمة.
- ترتبط شورندورف مع توسكالوسا باتفاقية توأمة.
- ترتبط لونه مع كولومبوس باتفاقية توأمة.
- ترتبط راستات مع نيو بريتن باتفاقية توأمة منذ 1965.[38]
- ترتبط Altenburger Land [الإنجليزية]‏ مع هيكري باتفاقية توأمة منذ 1991.
- ترتبط نورنبرغ مع أتلانتا باتفاقية توأمة منذ 1979.
- ترتبط إسلينغن آم نيكار مع شيبويغن باتفاقية توأمة منذ 1996.
- ترتبط هايدلبرغ مع بالو ألتو باتفاقية توأمة منذ 1965.
- ترتبط هاله مع سافانا باتفاقية توأمة منذ 1987.
- ترتبط فورمس مع موبيل باتفاقية توأمة منذ 1990.
- ترتبط مونتابآور مع فريدريكسبورغ باتفاقية توأمة.
- ترتبط فورستنفلدبروك مع ويتشيتا فولز باتفاقية توأمة منذ 9 أكتوبر 1989.[39][39]
- ترتبط لودفيغسبورغ مع سانت تشارلز باتفاقية توأمة.
- ترتبط آلتنشتايغ مع بوتي باتفاقية توأمة.
- ترتبط شونهبك مع فارمرز برانش باتفاقية توأمة منذ 23 يونيو 1990.[40][40][40]
- ترتبط فشتا مع سيغوين باتفاقية توأمة.
- ترتبط كوبلنتس مع أوستن باتفاقية توأمة منذ 1969.
- ترتبط فالزروده مع هيبينغ باتفاقية توأمة.
- ترتبط كوبورغ مع غاردين سيتي باتفاقية توأمة منذ 1972.
- ترتبط كيل مع سان فرانسيسكو باتفاقية توأمة منذ 22 سبتمبر 2017.[41][42][43][44]
- ترتبط إلميناو مع بلو أش باتفاقية توأمة.
- ترتبط باد آرولزن مع هيرمان باتفاقية توأمة.
- ترتبط باساو مع هاكينساك باتفاقية توأمة منذ 8 أبريل 1984.
- ترتبط أويتين مع لورانس باتفاقية توأمة.
- ترتبط Treptow-Köpenick [الإنجليزية]‏ مع East Norriton Township, Pennsylvania [الإنجليزية]‏ باتفاقية توأمة.
- ترتبط فولفاخ مع ريتشفيلد باتفاقية توأمة.
- ترتبط بادربورن مع بلفيل باتفاقية توأمة منذ 1975.[45][45][46][47]
- ترتبط Reinickendorf [الإنجليزية]‏ مع واشنطن العاصمة باتفاقية توأمة.
- ترتبط مونستر مع فريسنو باتفاقية توأمة.
- ترتبط غيسن مع واترلو باتفاقية توأمة منذ 26 مايو 1990.
- ترتبط مولهاوزن مع Saxonburg, Pennsylvania [الإنجليزية]‏ باتفاقية توأمة.
- ترتبط فريدبرغ مع لاكروس باتفاقية توأمة منذ 1966.
- ترتبط هلمشتيت مع ألباكركي باتفاقية توأمة.
- ترتبط لنغريش مع واباكونيتا باتفاقية توأمة.
- ترتبط ميله مع نيو ميلي باتفاقية توأمة.
- ترتبط غيرا مع فورت واين باتفاقية توأمة منذ 1992.[48][49][50][51]
- ترتبط كليفه مع فيتشبورغ باتفاقية توأمة منذ 1987.[52][53][54][55]
- ترتبط توبينغن مع آن آربر باتفاقية توأمة منذ 1989.
- ترتبط ينا مع بيركيلي باتفاقية توأمة منذ 1983.
- ترتبط بريدشتيت مع ديويت باتفاقية توأمة.
- ترتبط دورتموند مع بوفالو باتفاقية توأمة منذ 1973.
- ترتبط روستوك مع رالي باتفاقية توأمة منذ 1966.
- ترتبط باد زغهبرغ مع غراند إيسلاند باتفاقية توأمة.
- ترتبط كريفيتس مع كريفيتز باتفاقية توأمة.
- ترتبط لانداو إن در بفالتس مع فريدريك باتفاقية توأمة.
- ترتبط غارميش-بارتنكيرشن مع أسبن باتفاقية توأمة.
- ترتبط رودولشتات مع ريكسبورغ باتفاقية توأمة منذ 1990.
- ترتبط فيتنبرغ مع سبرينغفيلد باتفاقية توأمة منذ 1988.
- ترتبط بامبرغ مع فريدونا باتفاقية توأمة منذ 1970.
- ترتبط زولتاو مع كولدووتر باتفاقية توأمة.
- ترتبط شفيرين مع ميلواكي باتفاقية توأمة منذ 1999.[56][56][56][56]
- ترتبط هوف مع أوغدن باتفاقية توأمة.
- ترتبط رادبويل مع سييرا فيستا باتفاقية توأمة.
- ترتبط فولدا مع ويلمنغتون باتفاقية توأمة.
- ترتبط فيلهلمسهافن مع نورفولك باتفاقية توأمة منذ 1 مارس 1992.[57][58][59][60]
- ترتبط فاسربورغ آم إن مع فينسينس باتفاقية توأمة منذ 1 سبتمبر 1999.
- ترتبط برنبورغ مع مدينة اندرسون باتفاقية توأمة.
- ترتبط ليندنبرغ إم آلغوي مع سالين باتفاقية توأمة.
- ترتبط بكسباخ مع غوشين باتفاقية توأمة.
- ترتبط هرفورد مع لوغان باتفاقية توأمة منذ 1995.
- ترتبط لايبزيغ مع هيوستن باتفاقية توأمة منذ 2004.[61][62][63][64]
- ترتبط إميريش آم راين مع كيركلاند باتفاقية توأمة منذ 1978.
- ترتبط Wiernsheim [الإنجليزية]‏ مع نيو هارموني باتفاقية توأمة.
- ترتبط لودفيغسهافن مع باسادينا باتفاقية توأمة منذ 1971.
- ترتبط بيتيغهايم-بيسينغن مع أوفرلاند بارك باتفاقية توأمة.
- ترتبط كونيغز فوسترهاوزن مع جيرمانتاون باتفاقية توأمة منذ 1988.
- ترتبط بيلربك مع إنجلوود باتفاقية توأمة.
- ترتبط كريفلد مع تشارلوت باتفاقية توأمة.
- ترتبط شيفرشتات مع فريدريك باتفاقية توأمة.
- ترتبط فورتسبورغ مع روتشستر باتفاقية توأمة منذ 1962.[65][65][66][66]
- ترتبط هامبورغ مع شيكاغو باتفاقية توأمة منذ 1958.
- ترتبط فيليبسبورغ مع فيليبسبورج باتفاقية توأمة.
- ترتبط تسيله مع تلسا باتفاقية توأمة منذ 1989.
- ترتبط أوسنابروك مع إيفانسفيل باتفاقية توأمة منذ 2005.[67][68][69][70]
- ترتبط زوست مع ميشاواكا باتفاقية توأمة.
- ترتبط ترير مع فورت وورث باتفاقية توأمة منذ 8 سبتمبر 1971.
- ترتبط غونتسنهاوزن مع فرانكينموث باتفاقية توأمة منذ 1962.
- ترتبط لوبيك مع سبوكين باتفاقية توأمة منذ 1969.[71][72]
- ترتبط أونترشلايسهايم مع لونغ آيلند باتفاقية توأمة منذ 2009.
- ترتبط كيمنتس مع آكرون باتفاقية توأمة منذ 1968.
- ترتبط هانوفر مع كانساس سيتي باتفاقية توأمة منذ 12 يونيو 1960.[73][73][74][74]
- ترتبط فرانكفورت مع يوما باتفاقية توأمة منذ 1975.
- ترتبط غرايفسفالد مع نيوبورت نيوز باتفاقية توأمة منذ 18 فبراير 1988.[71][75][75][76]
- ترتبط نيكارغيموند مع ميسولا باتفاقية توأمة.
- ترتبط إرلنغن مع ريفرسايد باتفاقية توأمة منذ 1964.
- ترتبط كايسرسلاوترن مع دافنبورت باتفاقية توأمة منذ 1967.
- ترتبط فرانكفورت مع فيلادلفيا باتفاقية توأمة منذ 3 أكتوبر 1990.[77][77][77][77]
- ترتبط آرتسبرغ مع ساوث بند باتفاقية توأمة.
- ترتبط هوكنهايم مع موريسفيل باتفاقية توأمة.
- ترتبط فيتموند مع Simsbury, Connecticut [الإنجليزية]‏ باتفاقية توأمة.
- ترتبط تيغرنزيه مع كيتشوم باتفاقية توأمة.
- ترتبط ليشتنفلز مع فانداليا باتفاقية توأمة.
- ترتبط براونفلز مع نيو براونفيلز باتفاقية توأمة.
- ترتبط لودفيغسلوست مع موسكاتاين باتفاقية توأمة.
- ترتبط راتينغن مع فيرمليون باتفاقية توأمة.
- ترتبط أيسناخ مع ويفرلي باتفاقية توأمة.
- ترتبط آينبك مع كين باتفاقية توأمة.
- ترتبط بينهبرغ مع روكفيل باتفاقية توأمة.
- ترتبط إبرباخ مع Ephrata, Pennsylvania [الإنجليزية]‏ باتفاقية توأمة.
- ترتبط زوندرسهاوزن مع رولا باتفاقية توأمة.
- ترتبط نويشتات أن در فاينشتراسه مع مانشستر باتفاقية توأمة منذ 1970.
- ترتبط Prüm [الإنجليزية]‏ مع فورت ماديسون باتفاقية توأمة.
- ترتبط ماغديبورغ مع ناشفيل باتفاقية توأمة منذ 1987.
- ترتبط دويسبورغ مع فورت لودرديل باتفاقية توأمة منذ 1973.
- ترتبط بريمرهافن مع بالتيمور باتفاقية توأمة منذ 16 مايو 1969.
- ترتبط آنسباخ مع باي سيتي باتفاقية توأمة منذ 17 يوليو 1968.
- ترتبط بورغهولتسهاوزن مع نيو هافن باتفاقية توأمة.
- ترتبط هام مع سانتا مونيكا باتفاقية توأمة.
- ترتبط شفتسينغن مع فريدريكسبيورغ باتفاقية توأمة.
- ترتبط هسن مع ويسكونسن باتفاقية توأمة.
- ترتبط فرايبورغ مع ماديسون باتفاقية توأمة منذ 1967.
- ترتبط ماينتس مع لويفيل باتفاقية توأمة منذ 1967.
- ترتبط غوتا مع غاستونيا باتفاقية توأمة منذ 1988.
- ترتبط Belm [الإنجليزية]‏ مع إنجلوود باتفاقية توأمة.
- ترتبط إرفورت مع شاوني باتفاقية توأمة منذ 6 فبراير 2000.[78][79][80][81]
- ترتبط فارل مع جاكسون باتفاقية توأمة.
- ترتبط آوغسبورغ مع دايتون باتفاقية توأمة منذ 1967.
- ترتبط ميونخ مع سينسيناتي باتفاقية توأمة منذ 28 أغسطس 1972.[82][83][84][85]
- ترتبط ريزا مع ساندي باتفاقية توأمة منذ 1988.
- ترتبط فريدريكسهافن مع بيوريا باتفاقية توأمة.
- ترتبط نويبراندنبورغ مع فلنسبورغ باتفاقية توأمة منذ 1983.
- ترتبط Garbsen [الإنجليزية]‏ مع فارمرز برانش باتفاقية توأمة منذ 23 أكتوبر 1991.[86][87][88][89]
- ترتبط فيزل مع هاجرستاون باتفاقية توأمة.
- ترتبط بافاريا مع جورجيا باتفاقية توأمة.
- ترتبط كرايلسهايم مع ورثينغتون باتفاقية توأمة منذ 16 سبتمبر 2000.
- ترتبط هرتسبرغ مع ديكسون باتفاقية توأمة.
- ترتبط نويس مع سانت بول باتفاقية توأمة منذ 1972.
- ترتبط كوكسهافن مع نيو بدفورد باتفاقية توأمة منذ 13 أغسطس 2004.
- ترتبط لاندسبرغ إم لش مع هدسن باتفاقية توأمة.
- ترتبط لينتس آم راين مع ماريتا باتفاقية توأمة.
- ترتبط كولونيا مع إنديانابوليس باتفاقية توأمة منذ 29 مايو 1963.
- ترتبط براونشفايغ مع أوماها باتفاقية توأمة منذ 1986.[90][90][90][90]
- ترتبط فولفنبوتل مع كينوشا باتفاقية توأمة.
- ترتبط رويتلينغن مع ريدينغ باتفاقية توأمة.
- ترتبط تسفايبروكن مع يوركتاون [الإنجليزية]‏ باتفاقية توأمة.
- ترتبط مارباخ مع واشنطن باتفاقية توأمة.
- ترتبط شتوتغارت مع سانت لويس باتفاقية توأمة منذ 1962.[91][91][92][92]
- ترتبط Tempelhof  [لغات أخرى]‏ مع تشارلستون باتفاقية توأمة.
- ترتبط هولتسغيرلينغن مع كريستال ليك باتفاقية توأمة.
- ترتبط باومهولدر مع ديلاوير باتفاقية توأمة.
- ترتبط مونستر مع رادكليف باتفاقية توأمة.
- ترتبط ريغنسبورغ مع تمبي باتفاقية توأمة منذ 1969.
- ترتبط بورتا فستفاليكا مع واترلو باتفاقية توأمة منذ 1973.
- ترتبط تلغته مع تومبول باتفاقية توأمة.
- ترتبط آخن مع مقاطعة أرلنغتون باتفاقية توأمة منذ 30 مايو 1988.[93][94][95][96]
- ترتبط مايسن مع بروفو باتفاقية توأمة.
- ترتبط غرونشتات مع بونيتا سبرنغز باتفاقية توأمة.

## منظمات دولية مشتركة
يشترك البلدان في عضوية مجموعة من المنظمات الدولية، منها:
| علم المنظمة | اسم المنظمة                               | تاريخ انضمام ألمانيا | تاريخ انضمام الولايات المتحدة |
| ----------- | ----------------------------------------- | -------------------- | ----------------------------- |
|             | الفريق المعني برصد الأرض                  | ?                    | ?                             |
|             | البنك الدولي للإنشاء والتعمير             | 14 أغسطس 1952        | 27 ديسمبر 1945                |
|             | الاتحاد البريدي العالمي                   | 1 يوليو 1875         | ?                             |
|             | منظمة التجارة العالمية                    | ?                    | ?                             |
|             | مجموعة الموردين النوويين                  | ?                    | ?                             |
|             | صندوق النقد الدولي                        | 1952                 | ?                             |
|             | نظام تحكم تكنولوجيا القذائف               | 1987                 | 1987                          |
|             | البنك الإفريقي للتنمية                    | ?                    | ?                             |
|             | البنك الدولي                              | 14 أغسطس 1952        | ?                             |
|             | حلف شمال الأطلسي                          | 9 مايو 1955          | 4 أبريل 1949                  |
|             | مجموعة أستراليا                           | 1985                 | 1985                          |
|             | منظمة الأمن والتعاون في أوروبا            | 25 يونيو 1973        | 25 يونيو 1973                 |
|             | منظمة حظر الأسلحة الكيميائية              | 29 أبريل 1997        | ?                             |
|             | اتفاقية السماوات المفتوحة                 | ?                    | ?                             |
|             | الأمم المتحدة                             | 18 سبتمبر 1973       | 24 أكتوبر 1945                |
|             | مجموعة الثماني                            | 18 مايو 1998         | ?                             |
|             | مجموعة العشرين                            | 26 سبتمبر 1999       | ?                             |
|             | مؤسسة التنمية الدولية                     | 24 سبتمبر 1960       | 24 سبتمبر 1960                |
|             | مؤسسة التمويل الدولية                     | 20 يوليو 1956        | 20 يوليو 1956                 |
|             | الوكالة الدولية للطاقة                    | ?                    | ?                             |
|             | المنظمة الهيدروغرافية الدولية             | ?                    | ?                             |
|             | بنك التنمية الآسيوي                       | 1966                 | 1966                          |
|             | الاتحاد الدولي للاتصالات                  | 1866                 | 1 يوليو 1908                  |
|             | منظمة الشرطة الجنائية الدولية             | ?                    | ?                             |
|             | وكالة ضمان الاستثمار متعدد الأطراف        | 12 أبريل 1988        | 12 أبريل 1988                 |
|             | مركز تنسيق الحركة في أوروبا ‏              | ?                    | ?                             |
|             | المركز الدولي لتسوية المنازعات الاستشارية | 18 مايو 1969         | 14 أكتوبر 1966                |
|             | يونسكو                                    | 11 يوليو 1951        | 4 نوفمبر 1946                 |
|             | منظمة التعاون الاقتصادي والتنمية          | 27 سبتمبر 1961       | ?                             |

تواجه العديد من الشركات الألمانية مشاكل منذ أن أعلن دونالد ترامب تعليق إصدار تأشيرة المواهب الأجنبية حتى نهاية العام. وبحسب ما ورد أُعلن عن القرار لحماية سوق العمل المحلية من العمال المهاجرين والأجانب.

## أعلام
هذه قائمة لبعض الشخصيات التي تربطها علاقات بالبلدين:
- أنجلينا جولي (ممثلة أمريكية، ومخرجة أفلام، وكاتبة سيناريو، 4 يونيو 1975[137] – )
- إلفيس بريسلي (8 يناير 1935[138][139][140] – 16 أغسطس 1977[138][139][140])
- باراك أوباما (الرئيس الرابع والأربعون للولايات المتحدة الأمريكية، 4 أغسطس 1961[141][142][143] – )
- بيل غيتس (رجل أعمال أمريكي، وأغنى شخص في العالم.، 28 أكتوبر 1955[144][145] – )
- جورج دبليو بوش (رئيس الولايات المتحدة الثالث والاربعون، 6 يوليو 1946[146][147] – )
- دونالد ترامب (رجل أعمال أمريكي، ورئيس الولايات المتحدة الخامس والأربعون، 14 يونيو 1946[148][149][150] – )
- ديفيد وودارد (6 أبريل 1964 – )
- روبن ويليامز (21 يوليو 1951[151][152][153] – 11 أغسطس 2014[151][153][154])
- ريتشارد نيكسون (رئيس أمريكي سابق، 9 يناير 1913[155][156][157] – 22 أبريل 1994[155][156][157])
- ستيفن سبيلبرغ (18 ديسمبر 1946[158][159][160] – )
- ستيفن سيغال (10 أبريل 1952[161][162] – )
- ليندون جونسون (رئيس أمريكي سابق، 27 أغسطس 1908[163][164][165] – 22 يناير 1973[163][164][165])
- مارلون براندو (ممثل سينمائي وتلفزيوني ومسرحي أمريكي، 3 أبريل 1924[166][167][168] – 1 يوليو 2004[166][167][168])
- مارلينه ديتريش (27 ديسمبر 1901[169][170][171] – 6 مايو 1992[169][170][171])
- نيل آرمسترونغ (رائد فضاء أمريكي، 5 أغسطس 1930[172][173][174] – 25 أغسطس 2012[172][173][175])
- والت ديزني (رجل أعمال ومنتج ومخرج وسينارست وأخصائي رسوم متحركة أمريكي، 5 ديسمبر 1901[176][177][178] – 15 ديسمبر 1966[176][177][178])

## وصلات خارجية
- موقع وزارة الخارجية الألمانية
- موقع وزارة الخارجية الأمريكية